# Parti i nærheden af Kalkbrænderiet med udsigt mod København
Parti i nærheden af Kalkbrænderiet med udsigt mod København är en dansk oljemålning av Christen Købke från 1836.

## Motiv
Målningen visar en vy från stranden i närheten av Kalkbrænderiet norr om Köpenhamn söderut mot staden. Den visar ett perspektiv från en strandäng med betande kor vid Kalkbrænderietbugten i Öresund, med en livlig båttrafik. Mitt i målningen ligger ett gulkalkat hus nära stranden, omgivet av några höga träd, ett blommande fläderträd och ett palissadliknande staket. I förgrunden finns en liggande och en stående ko på en betesmark, där det också ligger en hög hö och läder ute på tork i solen.
Längst i bakgrunden syns Köpenhamn, med masterna av flottans fartyg bakom Kastellet och mastkranen på Nyholm. Vid strandkanten syns några barn och någon vuxen, Bilden visar en i huvudsak rofylld bild, men aktiviteter pågår i barnens lek och i båttrafiken. Vid staketet framför huset syns också en kvinna som sysslar med något slags trädgårdsarbete.
Tiden är försommar, antagligen juni av den blommande flädern att döma, en solig dag med klar sikt ungefär mitt på dagen.
Huset finns inte längre, och hela området är nu en del av tätorten Köpenhamn. Husets utseende och dess utsatta belägenhet nära stranden, har lett till antagandet att det rör sig om ett bostadshus för en strandridare. Platsen är idag ungefär den där Nordhavns S-banestation ligger idag.

## Målningens tillkomst
Christen Købke var 26 år gammal när han utförde målningen och hade varit färdigutbildad konstnär i ett par år. Han bodde då hos sina föräldrar på  Blegdamsvej i Köpenhamn i ett hus som låg nära Sortedamssøen, en av Søerne i Köpenhamn. Motivet är från en plats som ligger omkring två kilometer nordöst om denna bostad. Platsen vid Kalkbrænderibukten låg på den tiden långt från det trångbodda Köpenhamn, vilket fortfarande begränsades i sin expansion av sina stadsvallar.
En tecknad skiss i blyerts på papper, med måtten 20,8x 34,7 centimeter finns i Den Kongelige Kobberstiksamling. Den avbildar ljusförhållanden i detalj och visar att Christen Købke verkligen avbildade motivet utomhus på plats. Däremot vet man inte om oljemålningen i sin helhet gjordes ii Købkes ateljé, eller om han gjort de sista penseldragen utomhus vid Kalkbrænderibugten. Inte heller är det känt om Købke också utförde en skiss i olja till denna målning.

## Proviniens
Målningen köptes av Johannes Hage någon gång före 1904 och finns på  Nivaagaards Malerisamling.